# Beauty うつくしいもの
『Beauty うつくしいもの』（ビューティー うつくしいもの）は、2007年に製作された日本の郷土映画。後藤俊夫監督作品。2008年5月10日に長野県長野市の長野ロキシーと同県飯田市の飯田センゲキシネマズで先行上映され、長野県内各地での上映を経たのち、順次全国公開された。北村和夫の遺作となった作品でもある。
キャッチコピーは「いつから逢わぬか、おまえ、憶えていやしゃんすか ―だれに話そう、きみとぼくとの八十年を―」。

## 概要
長野県下伊那郡大鹿村に江戸時代中期から約300年続いている国の重要無形民俗文化財「大鹿歌舞伎」を題材に、歌舞伎の花形役者・雪夫に魅せられ200年以上の伝統を持つ村歌舞伎に生涯を捧げる道を歩んだ少年・小椋半次と、半次の歌舞伎舞台を常に支え、ともに舞台を演じてきた花形役者・桂木雪夫との、激動の昭和時代の80年間にわたる絆を描いた物語である。
ふたりが初めて演じ、大成功を押さえた歌舞伎演目「新口村（にのくちむら）」。その「新口村」の物語をなぞるが如く運命に翻弄されるふたり。
「いつから逢わぬか、おまえ、憶えていやしゃんすか」
この言葉は、半次と雪夫が初めて演じた「新口村」の前段に当たる演目「封印切（ふういんぎり）」の中で、女郎・梅川が恋仲であった飛脚宿「亀屋」の跡継ぎ養子・忠兵衛に問いかけた科白である。これらは実在する歌舞伎演目のひとつ「恋飛脚大和往来（こいびきゃくやまとおうらい／こいのたよりやまとおうらい）」に属し、単独でも演じられる「新口村」はその最終・三段目の演目である。
第31回モスクワ国際映画祭コンペティション部門の正式招待作品で、受賞は逃したが、同部門ノミネート16作品中唯一の邦画であった。

## あらすじ
昭和10年、長野県伊那谷にある小さな山村・伊那路村。この村の少年・小椋半次は代々伝えられてきた村歌舞伎を初めて目にし、その歌舞伎舞台で村の伝統舞踊「天竜恋飛沫（てんりゅうこいしぶき）」を舞う役者・桂木雪夫の美しさに惹かれる。歌舞伎の美しさに興味を持った半次は、雪夫に誘われ歌舞伎の世界へと入り込んでゆく。半次はやがて、雪夫が忠兵衛役を務める歌舞伎演目「新口村（にのくちむら）」で病気で休んだ東浦歌子の代わりに梅川役（女形）を演じることとなり、その初舞台は大成功を収める。いつしかふたりは村でもほかとない看板役者になっていく。
昭和19年、太平洋戦争が悪化するなか、ふたりのもとにもついに召集令状が届き、同郷の木下政男とともに戦線へと出征してゆく。翌年終戦を迎えたものの、捕虜となった半次たちはシベリアの強制収容所に送られ極寒の中で過酷な労働生活を強いられる。過酷な環境のなかで同郷の政男が高熱に倒れ、助けるすべもなく政男は亡くなってしまう。政男に続くように雪夫も高熱を発症し、見守ることしかできない半次。雪夫の口からは懐かしい歌舞伎の科白が漏れる。「いつから逢わぬか、おまえ、憶えていやしゃんすか」　やがて雪夫は兵士に連れ出され、半次は雪夫が他の戦没者とともに埋葬されたことを聞かされる。程なくして収容所に帰国の知らせが伝えられ、沈んだ気持ちのまま半次はひとり伊那路村へと帰る。会社勤めの傍ら、歌子とともに村歌舞伎の復興に力を注ぐ半次。女形から、かつて雪夫が演じていた立役へと身を転じ、やがて二人の舞台は評判となる。そうして数年、ある時、伊那谷から少し離れたところの村で盲目の役者が歌舞伎演目「六千両」を演じているという新聞記事が載る。伊那谷にしか伝わっていない伝統歌舞伎「六千両」を演じているのは間違いなく雪夫だと確信した半次は雪夫の元へと会いに行く。

## スタッフ

### 製作スタッフ
- 監督：後藤俊夫
- 助監督：根本銀二（本名：根本保夫）
- 振付：藤間勘十郎
- 題字：片岡仁左衛門
- 音楽：小六禮次郎
- 脚本：小野竜之助、菊原とい美
- 撮影：岩淵弘
- 美術：春木章、内田欣哉
- 照明：粟木原毅
- 録音：本田孜
- 編集：鍋島惇
- ヘアメイク：金森恵
- ライン・プロデューサー：桑山和之
- プロデューサー：山田俊輔
- 製作総指揮：角川歴彦
- 製作：後藤俊夫、山田俊輔

有限会社信州村歌舞伎保存会・Picture Gold Company
- 配給：株式会社ジョリー・ロジャー
- 支援：文化庁
- ロケ地：伊那市、駒ヶ根市、飯田市、塩尻市、諏訪市、
  - 上伊那郡：飯島町、中川村、
  - 下伊那郡：大鹿村、下條村、清内路村
  - 木曽郡：南木曽町
- 公開：2008年5月10日（長野県先行上映）
- 上映時間：109分
- カラー

### 出演
- 小椋半次：片岡孝太郎
- 桂木雪夫：六代目片岡愛之助
- 東浦歌子：麻生久美子
- 木下政男：嘉島典俊
- 佐伯剛三郎：眞島秀和
- 桂木久子：大西麻恵
- 東浦鶴太夫：赤塚真人
- 諸戸文雄：二階堂智
- 小椋半造：井川比佐志
- 歌舞伎座長：串田和美
- 伊那路村長：北村和夫
- 小椋半次（少年）：高橋平
- 桂木雪夫（少年）：大島空良
- 東浦歌子（少女）：兼尾瑞穂
- 片岡孝法
- 片岡功
- 片岡秀太郎

特別出演
- 十五代目片岡仁左衛門

## 関連商品
- DVD「Beauty うつくしいもの」

発売元：角川映画
発売日：2010/06/25、品番：DABA-685